# Tierra sedienta
Tierra sedienta es una película española de drama estrenada en 1945, coescrita y dirigida por Rafael Gil y protagonizada en los papeles principales por Julio Peña, Mary Delgado y Ana María Campoy.
La película está basada en el relato homónimo del escritor José Fernández Gómez.
El 4 de octubre de 1945 la película logró un premio económico de 250.000 ptas., en los galardones del Sindicato Nacional del Espectáculo de 1945.
Por sus papeles en la película, la actriz Mary Delgado y el actor José María Lado fueron premiados por el Círculo de Escritores Cinematográficos en las categorías de mejor actriz principal y mejor actor secundario.

## Sinopsis
Un veterano combatiente de la guerra civil española vuelve a casa para reencontrarse con su prometida Ana, pero esta no lo ha esperado y se ha casado con Carlos, un ingeniero que está diseñando una presa que anegará su pueblo.

## Reparto
- Julio Peña
- Mary Delgado
- Ana María Campoy
- Juan Calvo
- Nicolás Perchicot
- Ángel de Andrés
- Irene Caba Alba
- Félix Fernández
- Casimiro Hurtado
- José Jaspe
- José María Lado
- Luis Martínez
- Manuel París
- José Portes
- José Prada
- Fernando Rey
- Santiago Rivero
- Joaquín Roa
- Alberto Romea
- Jacinto Quincoces

## Premios
Primera edición de las Medallas del Círculo de Escritores Cinematográficos
| Categoría              | Nominados       | Resultado |
| ---------------------- | --------------- | --------- |
| Mejor actriz principal | Mary Delgado    | Ganadora  |
| Mejor actor secundario | José María Lado | Ganador   |
| Mejor fotografía       | Alfredo Fraile  | Ganador   |